# LUMA Arles
Luma Arles ist ein künstlerischer und kultureller Kulturkomplex, der von Maja Hoffmanns Luma-Stiftung in Arles, Frankreich, initiiert wurde. Luma Arles, das 2013 offiziell ins Leben gerufen wurde, hat es sich zur Aufgabe gemacht, Künstlern durch interdisziplinäre Zusammenarbeit die Möglichkeit zu bieten, in der Produktion neuer Werke durch enge Zusammenarbeit mit anderen Künstlern, Kuratoren, Wissenschaftlern, Innovatoren und Publikum zu experimentieren. Das interdisziplinäre Kulturzentrum LUMA Arles soll eine Ideenschmiede für Kultur und Ökologie sein. Architektur, Kunst, Forschung und Umweltschutz greifen hier ineinander. In einem eigenen Forschungslabor suchen Mitarbeiter nach lokalen Ressourcen, um neue, weniger umweltbelastende Materialien zu entwickeln.

## Geschichte und Bau

Der Turm nach Fertigstellung

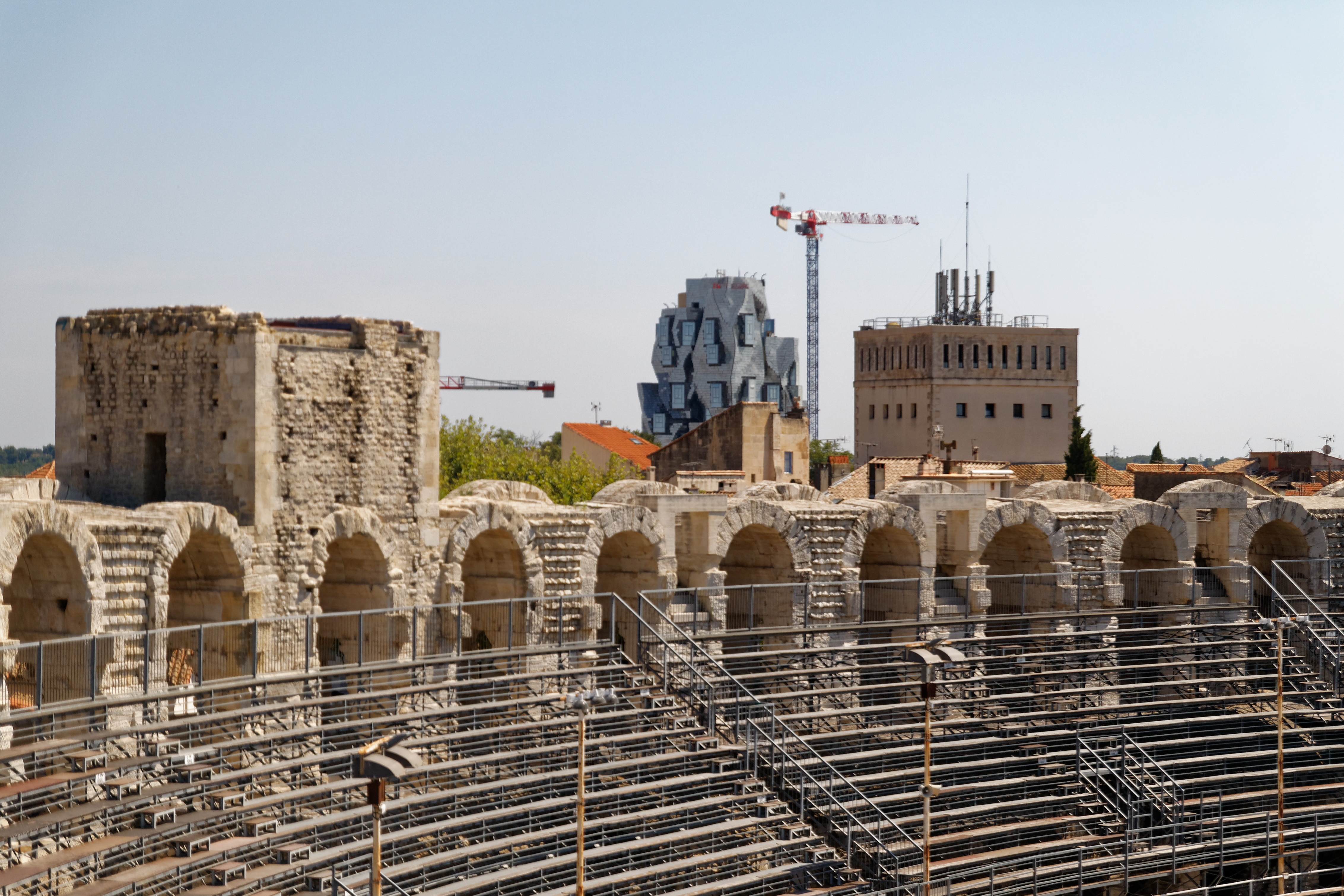
Der Turm (Mitte) während der Bauphase 2018

Realisiert wird der Komplex auf einem aufgelassenen Industriegelände, das Maja Hoffmann 2010 erworben hat. Mittelpunkt der Architektur ist ein weithin sichtbarer 56 m hoher unregelmäßiger Turm, der von Frank Gehry entworfen wurde, er soll nach den Vorstellungen des Planers Landschaft und Himmel widerspiegeln. Der Standort des Turmes im Stil des Dekonstruktivismus stieß auf Widerstand der lokalen Bevölkerung und musste weiter an den Stadtrand verlegt werden. Die Kosten für das Arts Resource Building, so der offizielle Name, werden auf bis zu 150 Millionen Euro geschätzt. Der Sockel des Turmes ist ein gläserner Rundbau, der dem römischen Amphitheater Reverenz erweist. Die zackigen Formen darüber erinnern an die Kalkfelsen der nahen Alpilles. Verkleidet sind diese mit 11.000 Edelstahlrauten, die durch ihre schiefe Platzierung das Licht des Südens in Facetten spiegeln. Je nach Tageszeit und Reflexionswinkel der Fassadenelemente wird das vorhandene Licht in wechselnden Farbschattierungen zurückgeworfen.
Im Inneren gestalteten die Objektkünstler Ólafur Elíasson eine Doppelwendeltreppe, bekrönt von drehenden Deckenspiegeln sowie Carsten Höller eine metallene Rutsche.
Der 20 Hektar große Luma Arles-Campus beherbergt Forschungs- und Referenzeinrichtungen, Werkstatt- und Seminarräume sowie Künstlerateliers und Präsentationsräume. Luma Arles umfasst auch sechs historische, große Industriegebäude eines seit Jahrzehnten stillgelegten Areals der SNCF. Die Maschinenwerkstätten der französischen Bahn, die einst 1.200 Arbeiter beschäftigten, wurden bereits 1984 stillgelegt. Just dieses Gelände, der Parc des Ateliers, soll nun der Dreh- und Angelpunkt für die wirtschaftliche Wende werden. Mit der Renovierung hat Hoffmann Annabelle Selldorf, eine Spezialistin für die Renovierung ehemaliger Industriebauten, beauftragt. Ein historisches Gebäude, die Grande Halle, wurde 2007 auf Initiative der Region Provence-Alpes-Côte d’Azur renoviert. Für die touristische Infrastruktur wurde am Gelände auch ein Hotel gebaut.
Das interdisziplinäre Kulturzentrum ist seit 2018 der Öffentlichkeit zugänglich; 2021 wurde das Projekt baulich abgeschlossen und am 26. Juni 2021 offiziell eröffnet. Der öffentlich begehbare Park des Campus mit 300 neu gepflanzten Bäumen wurde vom belgischen Landschaftsarchitekten Bas Smets geplant. Das Gelingen der Grünanlage war aus klimatischen Gründen eine besondere Herausforderung. Im Park findet man Werke von Franz West und eine Installation der Koreanerin Koo-Jeong-A, die von Skatern als Wanne genutzt wird.

## Aktivitäten
Luma Arles arbeitet mit Actes Sud zusammen, einem großen französischen Verlag, der für seine Arbeit in den Künsten, Geisteswissenschaften und für Kinder bekannt ist; außerdem gibt es eine Zusammenarbeit mit der „École Nationale Supérieure de la Photographie“ in Arles, dem ersten postgradualen Programm für Fotografie in Frankreich. Jeden Sommer veranstaltet LUMA Arles Installationen und Programme für das internationale Fotofestival Rencontres d’Arles. Auf dem Gelände befindet sich auch das persönliche Fotoarchiv von Annie Leibovitz.
Der Eintritt ist frei.

## Wirtschaftliche und soziale Bedeutung
In Arles, das seit Jahren an hoher Arbeitslosigkeit leidet, haben bei den Europawahlen im Mai 2019 32 % für die rechtsextreme Partei Rassemblement National gestimmt.
Maja Hoffmann war es von Anfang an ein großes Anliegen, der Stadt, der Region nicht nur kulturelle Vielfalt, sondern auch wirtschaftlichen Auftrieb zu geben. Das Spektakuläre, das das Arts Resource Building Stil mit sich bringt, hat eine kalkulierte wirtschaftliche Komponente. Das von Gehry entworfene Guggenheim-Museum Bilbao hat der baskischen Hauptstadt zu ungeahntem Aufschwung verholfen. Auf diesen Bilbao-Effekt hofft man nun auch in der südfranzösischen Stadt Arles. Die Stadtverwaltung mit dem kommunistischen Bürgermeister Hervé Schiavetti hofft, jährlich 300.000 bis 500.000 Besucher mehr in die Stadt mit ihren zahlreichen Unesco-Kulturerbe-Bauten locken zu können.